# (744) Aguntina
Aguntina és l'asteroide número 744. Va ser descobert per l'astrònom J. Rheden des de l'observatori de Viena (Àustria), el 26 de febrer de 1913. La seva designació provisional era 1913 QW.
És un asteroide de tipus F, classificat com a subtipus FX en la classificació taxonòmica Tholen, que orbita al voltant del Sol a una distància de 2,8-3,5 ua una vegada cada 5 anys i 8 mesos (2.062 dies). La seva òrbita està inclinada 8 graus respecte al pla de l'eclíptica i mostra una excentricitat de 0,12.
Observacions fotomètriques durant el 2003 van mostrar un període de rotació de 17,47 ± 0,05 hores amb una variació de brillantor de 0,50 ± 0,05 de magnitud. El període ha estat confirmat per una observació addicional. Segons els estudis fets pel satèl·lit astronòmic infrarojos, l'IRAS, el satèl·lit japonès Akari i el Wide-field Infrared Survey Explorer estatunidenc, amb la seva posterior missió NEOWISE, la superfície de l'asteroide té una albedo molt baixa, entre 0,03 i 0,05, i una estimació de diàmetre que varia entre 55 i 68 quilòmetres.